# Muniferral
Muniferral (llamada oficialmente San Cristovo de Muniferral) es una parroquia española del municipio de Aranga, en la provincia de La Coruña, Galicia.

## Otras denominaciones
La parroquia también es conocida por el nombre de San Cristóbal de Muniferral.

## Organización territorial
La parroquia está formada por veintitrés entidades de población:

### Entidades de población
Entidades de población que forman parte de la parroquia:
- Benade
- Canedo (O Canedo)
- Castelos
- Castromil
- Cerdelo
- Curra
- Falgarosa (A Falgarosa)
- Figueira (A Figueira)
- Fontelas (As Fontelas)
- Montesalgueiro
- Nogueiras (As Nogueiras)
- Orracas
- Pardiñas de Abajo (Pardiñas de Abaixo)
- Pardiñas de Arriba
- Posta (A Posta)
- Regueiral (O Regueiral)
- Sisalde
- Sodreira (A Sudreira)
- Taberna (A Taberna)
- Vila (A Vila)
- Vilela
- Vilidón

### Despoblado
Despoblado que forma parte de la parroquia:
- Costa (A Costa)

## Demografía
| Gráfica de evolución demográfica de Muniferral entre 2000 y 2019 |
|                                                                  |
| Datos según el nomenclátor publicado por el INE.                 |